# Joseph Vaissète
Dom Joseph Vaissète (Vaissette ou Vayssette), né à Gaillac 4 mai 1685, et mort à Paris le 10 avril 1756, est un historien et un religieux bénédictin français de la congrégation de Saint-Maur depuis le 11 juillet 1711,.

## Biographie
Né à Gaillac dans le diocèse d'Albi, Jean Joseph Vaissète a étudié le droit à Toulouse et en est licencié en 1709. Le 4 avril 1710, il a succédé à son père, puis il exerçait quelque temps la charge de procureur du roi en pays albigeois. Il embrasse la règle de saint Benoît et entre comme novice au prieuré de la Daurade de Toulouse en août 1710, quatre mois après la mort de son père, et y fait profession le 11 juillet 1711. Son goût pour les recherches historiques le fait appeler pour travailler en collaboration avec dom Claude Devic en 1713, à l’abbaye de Saint-Germain-des-Prés à Paris, pour la rédaction de l’Histoire générale de Languedoc, dont le premier volume paraît in folio en 1730 chez Jacques Vincent à Paris, et le deuxième à la fin de 1733. De nombreux graveurs collaborent à cette œuvre, dont Charles-Nicolas Cochin. Il avait auparavant écrit une Origine de la monarchie française qui eut du succès.
À la mort de dom Claude Devic, en 1734, il poursuit seul l’œuvre entreprise, ne souhaitant pas s’entourer de collaborateurs, et il publie les derniers volumes. En 1749, toujours chez Jacques Vincent à Paris, il sort un abrégé de l’Histoire du Languedoc en six volumes in-12°. Les différentes notes prises au cours de ses recherches historiques l’amènent à envisager la publication d’une Géographie universelle, historique, civile et ecclésiastique de la France qui sera publiée en 1755 en quatre volumes in-4° et en douze volumes in-12°. Ce religieux a été considéré comme l'un des plus savants et habiles de son temps en histoire de France.

## Principales œuvres
Histoire générale de Languedoc
- Première édition : Claude de Vic et Joseph Vaissète, Histoire générale de Languedoc : avec les notes et pièces justificatives, Paris, Jacques Vincent

t. 1 (1730), t. 2 (1733), t. 3 (1737), t. 4 (1742), t. 5 (1745)
- Claude de Vic, Joseph Vaissète et Alexandre Du Mège, Histoire générale de Languedoc : commentée et continuée jusqu'en 1830, J.B. Paya (Google books)

t. 4 (1841)
Dissertation sur l'origine des Français, 1722,
Géographie historique, ecclésiastique et civile, 1755.

## Hommages
Plusieurs villes d'Occitanie ont des odonymes (libellés de voies) contenant ce nom :
- À Gaillac, une avenue Dom Vayssette et une impasse Dom Vayssette ;
- À Toulouse, une impasse Dom Vaissette ;
- À Montpellier, une rue Dom Vaissette.